# Малый Кисельный переулок
Ма́лый Кисе́льный переу́лок (ранее — Чу́довский переу́лок) — переулок в Центральном административном округе города Москвы. Соединяет Рождественский бульвар с Большим Кисельным переулком.

## История

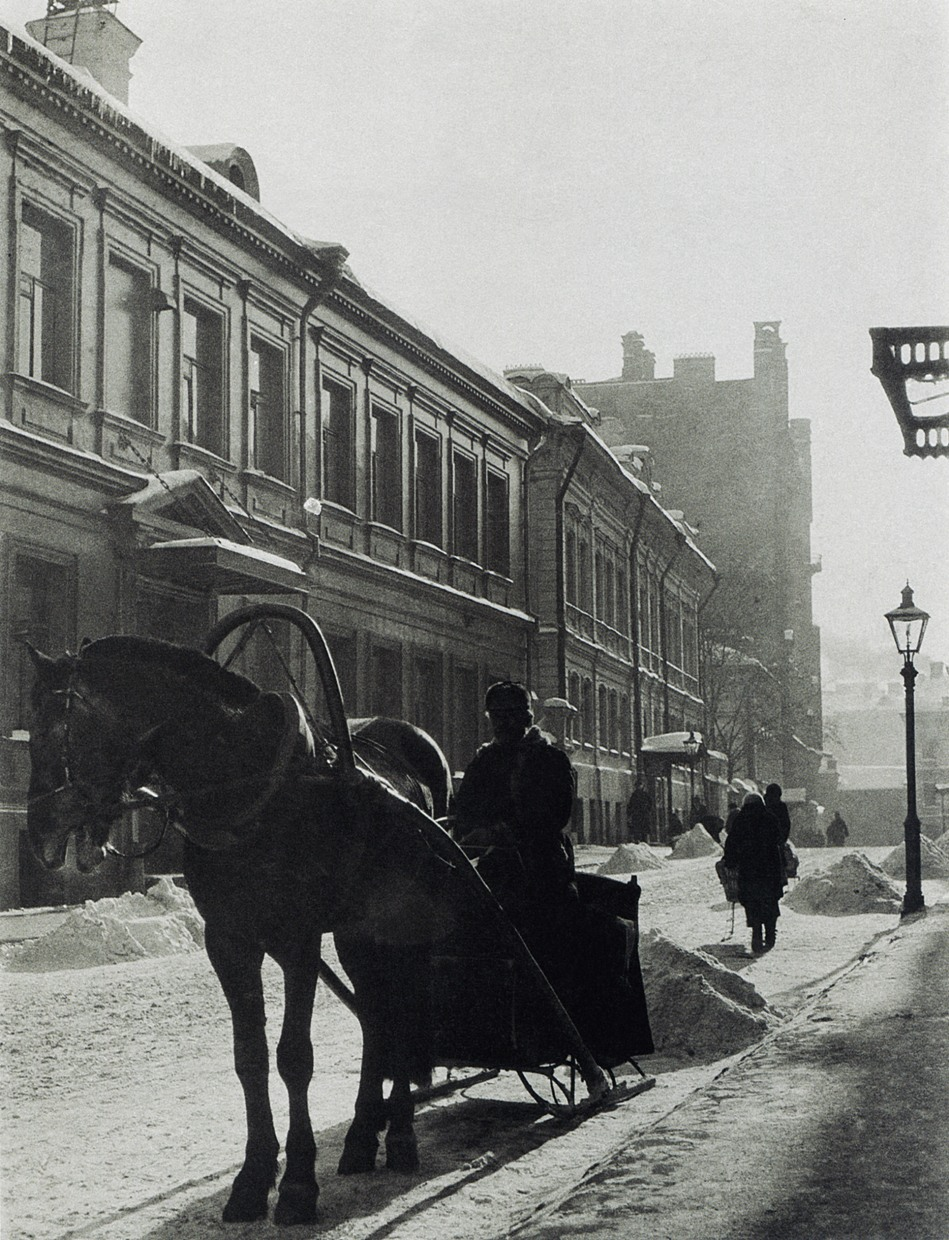
Малый Кисельный переулок в 1926 году

Один из трёх переулков, оставшихся на месте существовавшей с XVII века Кисельной слободы.

В настоящее время жилым является только одно здание (корпуса дома № 3), остальные занимают организации.

## Примечательные здания

### По нечётной стороне
- № 1/9 — доходный дом (1881, арх. И. М. Цвилинев), реконструирован в 1999 году; ценный градоформирующий объект[1].
- № 3, стр. 2 — Доходный дом В. И. Кузьмина — Е. П. Пеньевской — Н. П. Овчинникова (1888; 1903; 1999), ценный градоформирующий объект[1].
- № 5 — Доходный дом А. И. Морозова (сер. 1860-х; 1872; 1877—1879, архитекторы В. О. Скачковский, И. В. Кузнецов; кон. 1930-х; 1970-е), сейчас — здание прокуратуры Московской области. В начале XX века в доме долго жила семья студента Московского университета В. Н. Шапошникова, впоследствии крупнейшего советского микробиолога, академика АН СССР.
- № 7/10, стр. 1 — Доходный дом В. А. Андреева (1903, архитектор В. А. Кокорин), ценный градоформирующий объект[1].
- № 7/10, стр. 2 — Доходный дом А. А. Оболенской (1914, архитектор В. А. Домбровский; 1946)[1].

### По чётной стороне
- № 2/11, стр. 1 — Доходный дом Ф. А. Франка с магазинами (1902—1904, архитектор А. В. Иванов, при участии Л. Н. Кекушева и С. С. Шуцмана), ценный градоформирующий объект[1].
- № 4, стр. 1 — Главный дом городской усадьбы М. Ф. Федорова — А. М. Эрлангера (1817; 1862; 1868, архитектор Н. И. Финисов; 1873, архитектор М. И. Никифоров; 2000), ценный градоформирующий объект[1].
- № 6, стр. 1 — Жилой дом А. И. Ушаковой (1866)[1].
- № 6, стр. 2, 3 — Служебные постройки во владении А. Г. Товаровой — Н. Ф. фон Мекк (1869, архитектор А. Н. Стратилатов).
- № 8/12 — Дом братьев Фонвизиных (кон. XVIII — нач. XIX в.; 1830-е годы; 1858 и 1869 — изменение фасада, архитектор А. Н. Стратилатов; перестроена в 1870-е гг. архитектором В. А. Гамбурцевым; в 1879 г. — архитектором П. П. Скоморошенко). В доме неоднократно проходили совещания декабристов; в 1821 году здесь было принято решение о роспуске Союза благоденствия с целью создания нового тайного общества. В доме часто жили декабристы И. Д. Якушкин, П. Х. Граббе. В январе 1826 года здесь были арестованы И. П. Фонвизин и В. С. Норов. Объект культурного наследия федерального значения[1].